# HD 62166
HD 62166 – biały karzeł położony w gwiazdozbiorze Rufy w centrum mgławicy planetarnej NGC 2440. Jest to jedna z najgorętszych znanych gwiazd.
Temperatura gwiazdy wynosi przynajmniej 200 tysięcy K, jej jasność wynosi około 1100 L☉. Masa HD 62166 wynosi około 0,6 M☉, a jej promień wynosi 0,028 R☉.